# Sistema adaptatiu complex

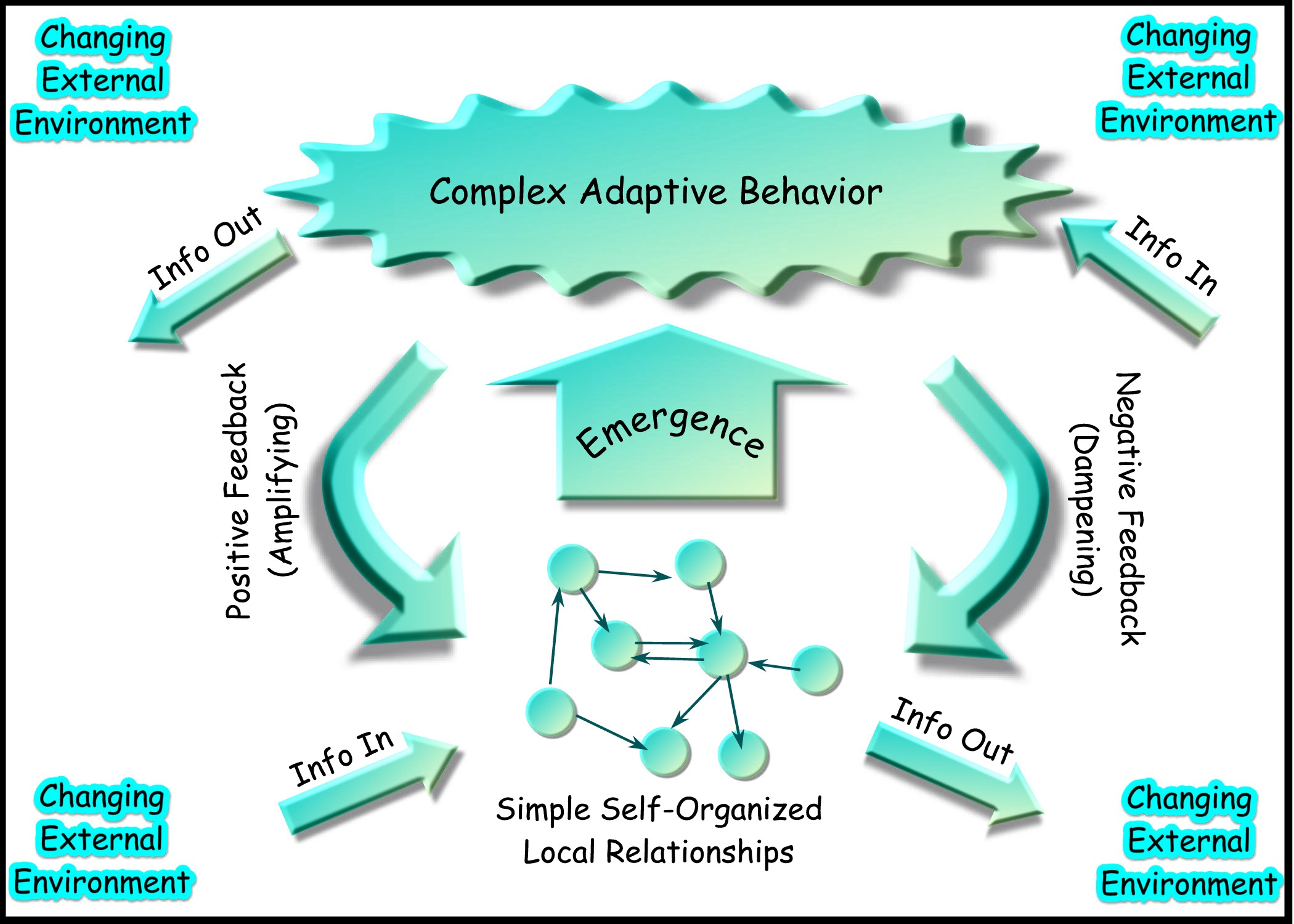
Sistema adaptatiu complex

Un sistema adaptatiu complex és un cas especial dels sistemes complexos. Són complexos perquè són diversos i composts de diversos elements d'interconnexió (i per tant part de la ciència de les xarxes) i adaptatius, atès que tenen la capacitat de canviar i d'aprendre de l'experiència. El concepte de sistema adaptatiu complex (SAC) va ser creat a l'interdisciplinari Santa Fe Institute (SFI) per John H. Holland, Murray Gell-Mann i d'altres.

## Introducció
El concepte de sistema adaptatiu complex, o ciència de la complexitat, s'utilitza sovint per referir-se al camp científic poc organitzat que ha crescut al voltant a l'estudi d'aquests sistemes. La ciència de la complexitat, que no és una teoria única, perquè abasta més d'un marc teòric i és molt interdisciplinària, cerca la resposta a algunes preguntes fonamentals sobre els sistemes de variables vius i adaptables.
Entre els exemples de sistemes adaptatius complexos hi ha el mercat de valors, els insectes socials i les colònies de formigues, la biosfera i els ecosistemes, el cervell i el sistema immunològic, la cèl·lula i l'embrió en desenvolupament, les empreses manufactureres i qualsevol esforç humà social basat en el grup en un sistema cultural i social, com ara els partits polítics o les associacions. Hi ha una relació estreta entre l'àmbit dels SAC i la vida artificial. En totes dues àrees són molt importants els principis d'emergència i d'autoorganització.
Les idees i els models dels SAC són essencialment evolutius i es basen en els enfocaments moderns de la biologia sobre l'adaptació i l'evolució. La teoria dels sistemes complexos adaptatius fa de pont entre l'evolució de la teoria de sistemes i les idees del darwinisme generalitzat, el qual suggereix que els principis de Darwin de l'evolució poden explicar una sèrie de fenòmens materials complexos, des dels objectes còsmics als socials.

## Definicions
Un SAC és un conjunt complex d'agents adaptatius semblants que interaccionen. L'estudi dels SAC se centra en les propietats complexes, emergents i macroscòpiques del sistema. Diferents investigadors n'han ofert diverses definicions:
- John H. Holland

Un sistema adaptatiu complex (SAC) és una xarxa dinàmica de molts agents (que poden representar cèl·lules, espècies, individus, empreses, nacions), actuant en paral·lel, sempre actuant i reaccionant envers el que els agents fan als altres. El control d'un SAC tendeix a ser molt dispers i descentralitzat. Si pot haver-hi cap comportament coherent en el sistema, sorgirà de la competència i la cooperació entre els mateixos agents. El comportament general del sistema és el resultat d'un gran nombre de decisions preses en cada moment per molts d'agents individuals. Un SAC actua o evoluciona en funció de tres principis fonamentals: l'ordre va apareixent-hi, és el contrari, doncs, de predeterminat (vegeu Xarxes Neuronals), l'evolució del sistema és irreversible, i el futur del sistema és sovint imprevisible. Els elements bàsics que constitueixen el SAC són els agents. Els agents exploren el seu entorn i desenvolupen esquemes que representen regles d'interpretació i d'acció. Aquests esquemes pateixen canvis i evolucionen.

## Propietats generals
El que distingeix un SAC d'un sistema amb múltiples agents pur (SMA) és que se centra en les propietats de nivell superior i en trets com l'autosimilitud, la complexitat, l'emergència i l'autoorganització. Un SMA es defineix simplement com un sistema compost de múltiples agents que interaccionen. En els SAC, tant els agents com el sistema són adaptatius: el sistema és autosimilar. Un SAC és un col·lectiu complex autosimilar d'agents adaptatius que interaccionen. Els sistemes adaptatius complexos es caracteritzen per una gran capacitat d'adaptació, la qual els dona la capacitat de recuperació enfront de la pertorbació.
Altres propietats importants són l'adaptació (o homeòstasi), la comunicació, la cooperació, l'especialització, l'organització espacial i temporal, i la repetició del comportament. Es poden trobar en tots els nivells: les cèl·lules s'especialitzen, s'adapten i es reprodueixen com ho fan els organismes més grossos. La comunicació i la cooperació tenen lloc en tots els nivells, des de l'agent al nivell de sistema. Les forces que impulsen la cooperació entre els agents d'aquest sistema es poden analitzar amb la teoria de jocs. Moltes de les qüestions de la ciència de la complexitat i de les noves eines per a l'anàlisi de la complexitat es desenvolupen en la ciència de la xarxa.

## Evolució de la complexitat

Tendències passives versus actives en l'evolució de la complexitat. Els SAC a l'inici dels processos són de color vermell. Els canvis en el nombre de sistemes s'indiquen mitjançant l'altura de les barres, amb cada sèrie de gràfics en moviment en unes sèries temporals.

Els organismes vius són sistemes adaptatius complexos. Tot i que la complexitat és difícil de quantificar en la biologia, l'evolució ha produït alguns organismes molt complexos. Aquesta observació ha portat a la falsa idea comuna que l'evolució és progressiva i que porta cap als que es consideren "organismes superiors".
Si això fos cert en general, l'evolució tendiria activament vers la complexitat. Com s'indica més endavant, en aquest tipus de procés el valor de la quantitat més corrent de complexitat augmentaria amb el temps. De fet, algunes simulacions de vida artificial han suggerit que la generació dels SAC és una característica ineludible de l'evolució.
No obstant això, la idea d'una tendència general vers la complexitat en l'evolució també s'explica a través d'un procés passiu. Això implica un augment de la variància, però el valor més corrent, el mode, no canvia. Així, el màxim nivell de complexitat augmenta amb el temps, però només com a resultat indirecte de l'existència d'un nombre total d'organismes més gran. Aquest tipus de procés aleatori també es coneix com a avanç aleatori limitat.
En aquesta hipòtesi, la clara tendència vers organismes més complexos és una il·lusió resultat de la concentració en el petit nombre de grans organismes molt complexos que es troben a la cua cap a la dreta de la distribució de la complexitat i de l'oblit dels organismes més simples i molt més nombrosos. Aquest model passiu posa l'accent en el fet que la immensa majoria de les espècies són procariotes microscòpics, que representen al voltant de la meitat de la biomassa, constitueixen la gran majoria de la diversitat biològica de la Terra. Per tant, la vida simple continua dominant a la Terra, i la vida complexa sembla més diversa només a causa d'un biaix en el mostreig.
Aquesta manca d'una tendència global vers la complexitat en la biologia no s'oposa a l'existència de forces que impulsen els sistemes cap a la complexitat en un subconjunt de casos. Aquestes tendències minoritàries es compensen amb altres pressions evolutives que dirigeixen els sistemes vers estats menys complexos.